# Kristin Davis
Kristin Landen Davis (Boulder (Colorado), 24 februari 1965) is een Amerikaanse actrice, vooral bekend door haar rol als Charlotte York in Sex and the City en Brooke Armstrong in Melrose Place.

## Levensloop
Davis' ouders scheidden toen ze nog maar een baby was. Haar stiefvader, die psychologie doceerde, adopteerde haar in 1968 vlak na zijn huwelijk met Kristins moeder, en het gezin verhuisde naar Columbia in South Carolina toen de stiefvader daar aan de universiteit een werkaanbieding had gekregen. Kristin bleef hier wonen tot ze haar middelbareschooldiploma had behaald, om vervolgens naar Rutgers University in New Jersey te gaan. Na haar diploma behaald te hebben, verhuisde ze naar New York, waar ze tijdelijk werkte als serveerster vooraleer er samen met een vriendin een yogastudio te openen. Ondertussen begon ze langzaamaan een modellencarrière op te bouwen, maar acteren bleek haar grote liefde te zijn. Ze deed enkele theaterproducties en reclamespotjes.
Ze had aanvankelijk enkel kleine rollen in Amerikaanse televisieseries als General Hospital, Seinfeld en Melrose Place en televisiefilms zoals Atomic Train en Deadly Vision, maar is vooral bekend geworden als Charlotte York in de televisieserie Sex and the City.
Davis adopteerde in 2011 een meisje uit de Verenigde Staten.

## Filmografie
- Doom Asylum (1987) - Jane
- N.Y.P.D. Mounted (televisiefilm, 1991) - Jonge dame
- General Hospital (televisieserie) - Betsy Chilson, R.N. (afl. onbekend, 1991)
- Mann & Machine (televisieserie) - Cathy (afl. Billion Dollar Baby, 1992)
- The Larry Sanders Show (televisieserie) - Bri (afl. The Breakdown: Part 2, 1993)
- Dr. Quinn, Medicine Woman (televisieserie) - Carey McGee (afl. Thanksgiving, 1994)
- ER (televisieserie) - Leslie (afl. Luck of the Draw, 1995)
- Nine Months (1995) - Tennisbegeleidster
- Alien Nation: Body and Soul (televisiefilm, 1995) - Karina Tivoli
- Melrose Place (televisieserie) - Brooke Armstrong (30 afl., 1995-1996)
- The Ultimate Lie (televisiefilm, 1996) - Claire McGrath
- The Single Guy (televisieserie) - Leslie (afl. Johnny Hollywood, 1997)
- A Deadly Vision (televisiefilm, 1997) - Babette Watson
- Seinfeld (televisieserie) - Jenna (afl. The Pothole, 1997|The Butter Shave, 1997)
- Traveling Companion (1998) - Annie
- Sour Grapes (1998) - Riggs
- Atomic Train (televisiefilm, 1999) - Megan Seger
- Sex and the Matrix (televisiefilm, 2000) - Charlotte York MacDougal
- Take Me Home: The John Denver Story (televisiefilm, 2000) - Annie Denver
- Blacktop (televisiefilm, 2000) - Sylvia
- Friends (televisieserie) - Erin (afl. The One with Ross' Library Book, 2000)
- Someone to Love (televisiefilm, 2001) - Lorraine
- Three Days (televisiefilm, 2001) - Beth Farmer
- Sex and the City (televisieserie) - Charlotte York (94 afl., 1998-2004)
- The Winning Season (televisiefilm, 2004) - Mandy
- Will & Grace (televisieserie) - Nadine (afl. Will & Grace & Vince & Nadine, 2004)
- Soccer Moms (televisiefilm, 2005) - Brooke
- The Adventures of Sharkboy and Lavagirl 3-D (2005) - Max zijn moeder
- The Shaggy Dog (2006) - Rebecca Douglas
- Deck the Halls (2006) - Kelly Finch
- Miss Spider's Sunny Patch Friends (televisieserie) - Miss Spider (28 afl., 2004-2005)
- Sex and the City (2008) - Charlotte York
- Jack & Addie (2009) - Addie
- Sex and the City 2 (2010) - Charlotte York
- Journey 2: The Mysterious Island (2012) - Elizabeth "Liz" Anderson
- A Heavenly Christmas (televisiefilm, 2016) - Eve Morgan
- Holiday in the Wild (2019) - Kate